# Black City (Bakou)
Pour les articles homonymes, voir Black City.
Le terme « Black City » (azéri : Qara Şəhər) désigne l'ensemble des quartiers à l'est du centre-ville de Bakou. Cette zone était le centre de l'industrie pétrolière en Azerbaïdjan, à laquelle elle doit son nom.
Le projet « White City », lancé dans les années 2010, prévoit d'y installer 10 nouveaux quartiers en réhabilitant 1650 hectares de terrains industriels.